# Павловичский сельсовет (Могилёвская область)
Па́вловичский сельсовет — административная единица на территории Кировского района Могилёвской области Белоруссии. Административный центр — агрогородок Павловичи.

## История
Создан 20 августа 1924 года в составе Бобруйского 2-го района Бобруйской округа БССР. С 4 августа 1927 года в составе Бобруйского района Бобруйской округа БССР. После отмены окружной системы 26 июля 1930 года — в Бобруйском районе БССР.
С 12 февраля 1935 года в составе Кировского района, с 20 февраля 1938 года — Могилёвской области, с 20 сентября 1944 года — Бобруйской области, с 8 января 1954 года — Могилёвской области.
8 июля 1960 года в состав сельсовета из Добосненского сельсовета переданы деревни Лещенка и Подлещенка. На 1 января 1974 года в составе сельсовета было 19 населённых пунктов.
22 марта 2013 года на территории сельсовета образован хутор Татьянин.

## Население
Население сельсовета по переписи 2009 года — 1345 человек, из них 86,0 % — белорусы, 12,0 % — русские, 0,9 % — украинцы; по переписи 2019 года — 1114 человек.

## Инфраструктура
На территории сельсовета расположены предприятия: КСУП «Красный боец» и КСУП «Нива-Барсуки» и одно фермерское хозяйство.

## Состав
Включает 19 населённых пунктов:
- Барсуки — деревня.
- Вишенька — деревня.
- Десятины — деревня.
- Зарубин Угол — деревня.
- Изобелино — деревня.
- Лещенка — деревня.
- Мошок — деревня.
- Нандатки — деревня.
- Новые Дворяниновичи — деревня.
- Павловичи — агрогородок
- Подвишенье — деревня.
- Подлещенка — деревня.
- Польковичи — деревня.
- Селица — деревня.
- Старые Дворяниновичи — деревня.
- Химородь — деревня.
- Широкое — деревня.
- Шпилевщина — деревня.
- Юзофин — деревня.

## Культура
- Музей боевой славы в ГУО «Павловичская средняя школа имени Г. А. Худолеева» в агрогородке Павловичи